# Suniti Choudhury
Suniti Choudhury (22 de Maio de 1917 – 12 de janeiro de 1988) foi uma nacionalista indiana, que, junto com Santi Ghose, assassinou um magistrado distrital britânico quando ela tinha 14 anos de idade e é conhecida pela sua participação na armada de luta revolucionária.

## Início de vida
Suniti Chowdhury nasceu em 22 de Maio de 1917, em Comilla, no distrito de Comilla, em Bengala (actual Bangladesh), filha de Umacharan Choudhury e Surasundari Choudhury. Ela era uma estudante de Foyjunessa Balika Vidyalay de Comilla.

## Actividades revolucionárias
Chowdhury foi influenciada pelas actividades revolucionárias de Ullaskar Dutta, que também morava em Comilla. Ela foi recrutada para o Partido Jugantar por Prafullanalini Brahma, outro influenciado. Ela também foi membro do Tripura Zilla Chhatri Sangha. Chowdhury, foi escolhida como a Capitão do Corpo Voluntário de Mulheres na Conferência Anual de Tripura Zilla Chhatri Sangha, realizada no dia 6 de Maio de 1931. Durante este tempo, ela era conhecida pelo apelido de 'Meera Devi'. Ela foi escolhida como a "guardiã das armas de fogo" e foi a encarregada de formação de membros do sexo feminino (do Chhatri Sangha) em lathi e combate de espada e punhal.

## Assassinato de Charles Stevens
Em 14 de dezembro de 1931, Chowdhury, então com 14 anos, e Santi Ghose, que tinha 15 anos, foram até ao escritório de Charles Geoffrey Buckland Stevens, um burocrata britânico e magistrado do distrito de Comilla, sob o pretexto de que eles queriam apresentar uma petição para organizar uma competição de natação entre os seus colegas de escola. Enquanto Stevens olhou para o documento, Ghose e Chowdhury pegaram os revolveres que estavam escondidos sob as suas roupas mataram-no a tiro, acto que provocou a sua prisão.

## Após a libertação
Depois da sua libertação, Chowdhury estudou e passou M. B. B. S. e tornou-se uma médica. Em 1947, Chowdhury casou com o dirigente sindical Pradyot Kumar Ghosh.
Chowdhury morreu em 12 de janeiro de 1988.